# 廣海渉
廣海 渉（ひろうみ しょう、1989年11月8日- ）は、日本のクイズプレイヤー。既婚。

## 来歴
灘中学校・高等学校を経て、京都大学医学部を卒業。現在は放射線科の医師で、以前は倉敷中央病院に勤めていた。

## クイズの実績
- 2007年8月10日 『Never Ending Story 2007』 優勝[3]
- 2009年3月23日 第11回『1年生オブザイヤー』 ペーパー1位[4]
- 2011年12月18日 『PERSON OF THE YEAR2011』 ペーパー1位[5]
- 2012年3月18日 『abc ～the tenth～』 優勝 ペーパー1位（ポールトゥーウィン[注釈 1]）[6]
- 2014年11月15日 第7回『西日本「早押王」決定戦』 優勝[7]
- 2015年『QUIZ DEAD OR ALIVE』 殿堂入り[8]
- 2017年5月3日 第17回『勝抜杯』 優勝[9]
- 2018年
  - 7月29日 第1回『中四国クイズ最強位・新人王決定戦』 最強位 準優勝 ペーパー1位[10]
  - 12月24日 第2回『Dream Theater』 ペーパー1位[11]
- 2019年7月27日 第2回『中四国クイズ最強位・新人王決定戦』 最強位 優勝 ペーパー1位（ポールトゥーウィン）[12]
- 2022年3月5日 第2回『中四国早押しクイズ選手権』 優勝 ペーパー1位（ポールトゥーウィン）[13]